# Av
Av (אָב; del acadio abu "cañas, juncos", que se recolectaban para estas fechas; llamado también Menajem Av; del hebreo menajem "el que consuela", por las desgracias y calamidades acaecidas a los judíos en este mes a lo largo de la historia), es el undécimo mes del calendario hebreo moderno, que comienza su cómputo a partir del mes de Tishrei con la Creación del mundo, y el quinto mes según el ordenamiento de los meses en la Biblia, que comienza por Nisán, en conmemoración de la salida de los hebreos de la esclavitud en Egipto.
El nombre de este mes en la Biblia es simplemente "el quinto mes", siguiendo la numeración ordinal, del mismo modo en que es llamado el resto de los meses del año hebreo en la Torá: "El sacerdote Aarón subió a Hor de la Montaña, según la orden de Yahveh, y murió allí, el año cuarenta de la salida de los israelitas de Egipto, el mes quinto, el primero del mes" (Números)
Su nombre actual, Av, tiene sus orígenes en los nombres de los meses de la antigua Babilonia, provenientes del idioma acadio, y de aquí fueron adoptados por los judíos allí desterrados entre 586 a. C. y 536 a. C., luego de haber sido llevados al exilio por el rey Nabucodonosor II. Av no aparece en la Biblia con su nombre babilónico, sino que lo hará en la literatura eclesiástica posterior: la Mishná y el Talmud. Es un mes del que se dice, por contraposición al mes de Adar, que "desde que comienza Av, se escatima en alegría" (Mishná, Tratado de Ta'anit ("Ayunos"), 4:1); y de ahí que se le llame también "Menajem Av", en referencia al consuelo que el pueblo judío recibirá a sus sufrimientos, recordados en este mes, cuando llegue el Mesías, que según la tradición nacerá en el mes de Av.
Av es siempre un mes completo de 30 días, y cae en pleno verano (boreal), paralelo a los meses gregorianos de julio y agosto, según el año. Su signo del Zodíaco es Leo, el rey de los animales; por haberse dicho de Israel que "he aquí que el pueblo se levanta como leona, se yergue como león" (Números), y se levantará airoso como león de sus catástrofes.

## Período
Durante los años 5761–5860 del calendario hebreo, Av ocurre entre los siguientes períodos del calendario gregoriano:
| Duración de los años | Comienzo de Av          | Fin de Av                    |
| -------------------- | ----------------------- | ---------------------------- |
| 353 días             | 7 de julio–24 de julio  | 6 de agosto–23 de agosto     |
| 354 días             | 7 de julio–26 de julio  | 6 de agosto–25 de agosto     |
| 355 días             | 8 de julio–26 de julio  | 7 de agosto–25 de agosto     |
| 383 días             | 26 de julio–5 de agosto | 25 de agosto–4 de septiembre |
| 384 días             | 28 de julio–5 de agosto | 27 de agosto–5 de septiembre |
| 385 días             | 27 de julio–6 de agosto | 26 de agosto–5 de septiembre |

## Festividades judías en Av
- El Ayuno del [Tisha b'Av|9 de Av], es uno de los dos días de ayuno mayor (es decir que, como el Yom Kipur, es observado de crepúsculo a crepúsculo), y es el segundo de los ayunos enlistados en el libro de Zacarías, llamado "el ayuno del quinto mes" (Zacarías 8:19). Fue instituido en principio en señal de duelo por la caída de Jerusalén y la destrucción del primer Templo por Nabucodonosor, el 9 de Av de 586 a. C., y el posterior exilio de Babilonia: "Incendiaron la Casa de Dios y derribaron las murallas de Jerusalén: pegaron fuego a todos sus palacios y destruyeron todos sus objetos preciosos. Y a los que escaparon de la espada, los llevó cautivos a Babilonia" (2 Crónicas 36:19-20). Más adelante, se sumó al duelo la destrucción del segundo Templo a manos de los romanos al mando de Tito, el día 9 de Av del año 70. A partir de entonces es día de duelo nacional por todas las calamidades acaecidas al pueblo judío a lo largo de la historia, algunas de las cuales se atribuye haber acontecido en la misma fecha, como la expulsión de los judíos de España, en 1492.
- Tu B'Av - el día 15 de Av, "día del Amor", en que se dice que "las doncellas salían a danzar vestidas de blanco a los viñedos, y los mozos las cortejaban bajo la luna llena" (Mishná, Tratado de Ta'anit ("Ayunos"), 4:18). En el Israel actual, es la fecha más popular entre las parejas para celebrar su boda.